# Laccophilus flaviventris
Laccophilus flaviventris is een keversoort uit de familie waterroofkevers (Dytiscidae). De wetenschappelijke naam van de soort is voor het eerst geldig gepubliceerd in 1904 door Régimbart.